# Front Orłowski
Front Orłowski (ros. Орловский фронт) – związek operacyjno-strategiczny Armii Czerwonej o kompetencjach administracyjnych i operacyjnych na zachodnim terytorium ZSRR, działający podczas wojny z Niemcami w czasie II wojny światowej.

## Działania bojowe
Front Orłowski powstał 27 marca 1943 roku na podstawie dyrektywy Stawki z 24 marca 1943 roku. W skład frontu weszły oddziały wydzielone z Frontu Centralnego oraz Zachodniego. Składa:
- 3 Armia
- 61 Armia
- 15 Armia Powietrzna

Rozwiązany 28 marca 1943 roku. Na bazie wojsk frontu sformowano Front Briański (III formowania).